# Гаврилов, Андрей Петрович
Андре́й Петро́вич Гаври́лов (17 октября 1942, Казань, СССР — 28 сентября 1991, там же) — советский журналист, главный редактор газеты «Вечерняя Казань» (1979—1991). Народный депутат СССР (1989—1991).

## Биография
Родился 17 октября 1942 года в Казани. С 1960 по 1962 годы работал на Казанском вертолётном заводе, с 1962 по 1963 годы — в Кировском райкоме ВЛКСМ, с 1963 по 1970 годы — вновь на Казанском вертолётном заводе.
В 1970 году окончил факультет журналистики Московского государственного университета и устроился корреспондентом в казанскую многотиражную газету «Знамя труда». С 1973 по 1978 годы последовательно занимал должности инструктора Кировского райкома КПСС, заведующего общим отделом, заведующего отделом пропаганды и агитации Казанского горкома КПСС.
По инициативе Гаврилова была организована городская газета «Вечерняя Казань», первый номер которой вышел 1 января 1979 года. Несмотря на членство в партии, журналист начал формировать облик независимого издания ещё до наступления перестройки. Гаврилов оставался главным редактором издания до конца жизни. В 1980-е годы газета обрела широкую популярность благодаря освещению острых тем, связанных как с жизнью Казани и Татарской АССР, так и с перестроечными событиями в СССР. По словам бывших работников издания, «Вечернюю Казань» в годы перестройки читала почти каждая казанская семья, а максимальный тираж в годы перестройки достигал 230 тысяч экземпляров.
С 1989 года — народный депутат СССР. Входил в оппозиционную Межрегиональную депутатскую группу.
Гаврилов интересовался современным искусством и покровительствовал Шаляпинскому оперному фестивалю и фестивалю классического балета — городским мероприятиям, впоследствии получившим статус международных фестивалей. Любил музыку (в особенности творчество П. И. Чайковского).
Скоропостижно скончался от сердечного приступа 28 сентября 1991 года. Похоронен на Арском кладбище Казани.

## Память
В 2002 году сотрудники редакции «Вечерней Казани» советских лет издали книгу воспоминаний «Он был редактором от Бога», посвящённую Гаврилову.
В выходных данных «Вечерней Казани» неизменно указывается: «Первым редактором был А. П. Гаврилов».